# Waupaca
Waupaca är administrativ huvudort i Waupaca County i Wisconsin i USA. Enligt 2010 års folkräkning hade Waupaca 6 069 invånare.

## Kända personer från Waupaca
- Edward E. Browne, politiker